# Ingensia
Ingensia là một chi ốc biển, là động vật thân mềm chân bụng sống ở biển thuộc họ Muricidae, họ ốc gai.

## Các loài
Các loài thuộc chi Ingensia bao gồm:
- Ingensia anomalus (Dell, 1956)[2]
- Ingensia axirugosus (Dell, 1956)[3]
- Ingensia brithys Houart, 2001[4]
- Ingensia ingens (Houart, 1987)[5]